# 예브게니 스타네프
예브게니 알렉산드로비치 스타네프(러시아어: Евге́ний Алекса́ндрович Станев, 1979년 9월 25일~)는 러시아의 전직 유도 선수이다. 2000년 하계 올림픽과 2004년 하계 올림픽 남자 엑스트라라이트급에 참가했으며 유럽 선수권 대회에서 동메달 2개를 획득했다.